# Bitva o Malajsii

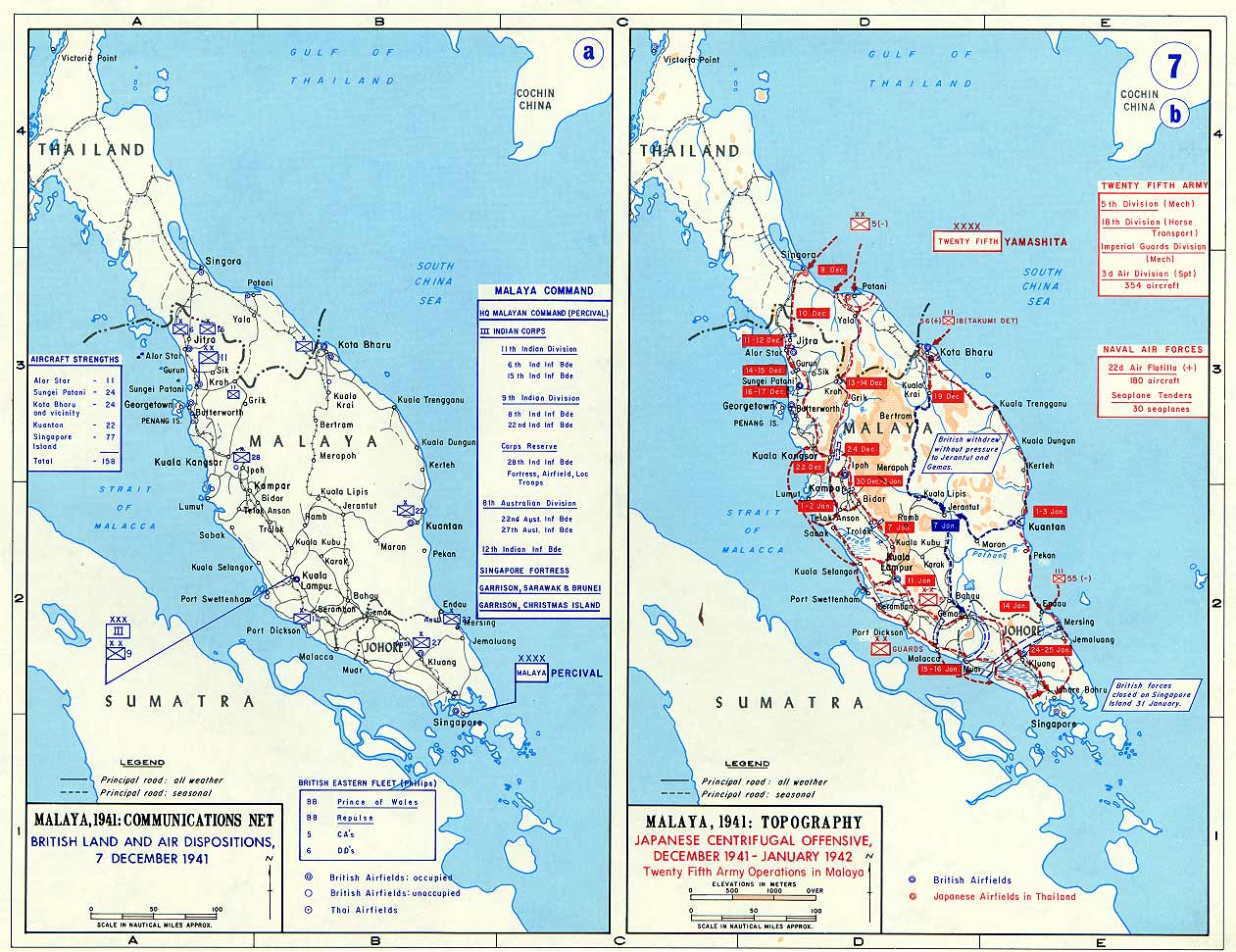
Dislokace spojeneckých vojsk v britské Malajsii v předvečer války (nalevo) a japonský postup Malajským poloostrovem

Bitva o Malajsii se odehrála na počátku druhé světové války mezi 8. prosincem 1941 a 31. lednem 1942 v jihovýchodní Asii. Aby se Japonsko dostalo k bohatým nerostným nalezištím jihovýchodní Asie, zaútočily početně slabší japonské invazní jednotky na kolonii Britské Malajsko bráněnou spojenci. Jednalo se o první část japonského plánu expanze na jih, která byla završena pádem Singapuru a která skončila pro malajské, britské, indické a australské síly bránící Malajský poloostrov katastrofou.

## Japonské útočné síly
25. armádě velel generálporučík Tomojuki Jamašita.
Náležely k ní:
- gardová divize pod velením generálporučíka Nišimury, 13 000 mužů
- 5. divize pod velením generálporučíka Macuiho, 16 000 mužů
- 18. divize pod velením generálporučíka Mutagučiho, 13 000 mužů
- 3. tanková brigáda s 80 tanky
- polní dělostřelectvo se 44 rychlopalnými kanóny
- horský dělostřelecký pluk se 24 děly
- dva pluky těžkého dělostřelectva se 48 houfnicemi ráže 150 mm a 16 polními děly ráže 100 mm
- protiletecký dělostřelecký pluk se 68 děly.

Dále 4 průzkumné roty, 9 samostatných rot ženistů, 3 pontonové roty, 3 roty ženistů s prefabrikovanými mostními díly, spojaři, 4 pluky železničních ženistů, 2 prapory útočných jednotek s 24 minomety a zásobovací a týlové jednotky.
Dohromady šlo o 60 000 mužů (údaje o počtu vojáků se mění, někde se uvádí i 70 000 mužů), dělostřelectvo mělo 400 děl a minometů, tanků a obrněných aut měli Japonci 120.
K tomu měli Japonci k dispozici 600 letadel.

## Síly bránící Malajsko a Singapur
Vrchní velitel generálporučík Arthur Percival.
Šlo o 3. armádní sbor pod velením generálporučíka Heatha.
Skládal se z:
- 9. indické divize
- 11. indické divize
- 8. australské divize složené ze dvou pěších brigád a kulometného praporu pod velením generálporučíka Gordona Bennetta
- 28., 44. a 45. indické brigády
- 53. a 54. britské brigády
- dvou brigád malajských dobrovolníků.

Námořní Svaz Z, který byl do Singapuru vyslán před japonskou agresí, sestával z bitevní lodĕ HMS Prince of Wales a bitevního křižníku HMS Repulse. Dále bylo v Singapuru 5 torpédoborců, 2 korvety a 4 ponorky.
Dohromady to bylo přes 100 000 britských, indických, malajských a australských vojáků, na 1000 děl a minometů, 250 obrněných aut. Dále 100 stíhaček, 130 bombardérů a 50 průzkumných letadel.
Percival dále žádal ještě před japonským útokem vyslání 350 letounů, 48 praporů pěchoty a dvou tankových pluků. Jenže větší prioritou pro Brity byla válka v Africe a obrana samotné Británie, takže Percival nedostal skoro nic. Byl jen vyslán již zmíněný svaz Z jako námořní ochrana, protože se věřilo jen v útok od moře.
Když se to shrne, tak spojenecké síly zde měly dvojnásobnou převahu v lidech, měli více obrněných aut, dále více munice a potravin a nákladních aut. Japonci měli však více letadel a tanků, což se ukázalo jako rozhodující.

## Bitva je na obzoru
Protože Japonci neměli moc dokonalé mapy Malajska, museli být posláni zvědové, kteří poskytli důležité informace o terénu a postavení britské obrany. Britové měli také problémy s mapami a britští vojáci nebyli připraveni na boj v džungli a měli potíže se v Malajsku orientovat. Dále měli Britové špatnou výstroj a měli špatný výcvik. Svou roli také sehrálo podceňování Japonců.
Japonci na tom byli lépe. Byli vycvičeni právě pro boj v těžkém terénu, důstojníci byli zvyklí na nedokonalé mapy, japonští vojáci byli daleko odvážnější a klidně pokládali svůj život za svého císaře. Japonci sice nikdy nebojovali v džungli, ale neměli s tím příliš velké problémy.
Generál Percival správně odhadl, že japonská invaze bude u přístavu Singora a Pattani v Thajsku a Kota Bharu v Malajsku. Vedly odtud totiž důležité silnice na jih k Singapuru. Byl proto vypracován plán Matador, který počítal s japonským útokem nejpozději do 10. prosince. V případě japonské agrese měla být nasazena 11. indická divize. Ta měla zaútočit na pláže u Singory a Pattani. Indičtí vojáci 11. divize měli buď srazit nepřítele do moře, nebo alespoň zpomalit jeho postup obsazením důležitých silnic. Byly určeny dvě skupiny. První, která se skládala ze dvou indických rot, roty ženistů a protitankové baterie, pod velením majora Andrewse se měla přesunout z Changlunu po silnici do Singory a udeřit na vyloďující se Japonce. Druhá skupina měla zablokovat silnici z Pattani do městečka Kroh, kde měla čekat na posily.
Matador dále počítal s vyloděním Japonců na šíji Kra. Plán Matador měl řídit Brooke-Popham.
Plán Matador měl však své chyby. Spojenecké jednotky totiž musely vstoupit do Siamu (Thajsko), aby zabránily japonskému postupu z Pattani a Singory do Malajska. Tím by porušili thajskou neutralitu, což Britové samozřejmě nechtěli. Dále byla chyba v již zmiňovaném podcenění nepřítele, protože skupiny, které byly určeny na odražení Japonců, byly příliš slabé.
Japonci tedy měli v plánu zaútočit na Pattani, Singoru a Kota Bharu najednou a zároveň udeřit z Indočíny do Thajska a Malajska. Japonci k tomu ještě tajně vyjednávali s předsedou siamské vlády Pibulem Songgramenem.
Na jihu Siamu bylo i pár japonských jednotek v siamských uniformách, kde měli zajistit silnice vedoucí ze Singory a Pattani do Malajska. Jednotky v Indočíně měly rychle podpořit výsadkové jednotky. Cestou měly dobýt Bangkok, kde měl japonský velitel předložit Pibulovi smlouvu o míru a vzájemné pomoci.
V 5 hodin 30 minut ráno 4. prosince tokijského času vyrazilo 19 transportních plavidel se 17 000 vojáky k vylodění v Singoře, Pattani a Kota Bharu. Zbytek 25. armády byl připraven v Indočíně, aby co nejrychleji přispěchali na pomoc vyloděným jednotkám.
Britští zpravodajové ten den ohlásili, že japonský konvoj opustil Saigon a že míří do Siamského zálivu. Dokonce bylo ohlášeno, že Thajci staví zátarasy na silnicích vedoucích ze Singory a Pattani směrem na jih a že thajská vláda žádala Japonce o vylodění nejen u šíji Kra, ale i u Kota Bharu. Maršál Brooke-Popham se musel vyhnout konfliktům s Thajci. Po tom, co byl 6. 12. spatřen japonský konvoj, byl vyhlášen stav pohotovosti a 3 indické prapory 11. divize byly připraveny zahájit plán Matador. Brooke-Popham se však rozhodl nejprve vyslat průzkumné letadlo a pak rozhodnout, jestli Matador provést nebo ne. Průzkumná Catalina se však nevrátila, byla totiž sestřelena a její posádka zahynula – byli to první padlí ve válce v Pacifiku. Po schůzce s Percivalem se Brooke-Popham rozhodl operaci Matador odložit.
Japonské loďstvo se zatím přibližovalo k Malajskému poloostrovu.

## Vylodění
Osmého prosince tokijského času 25. armáda začala s vyloďováním vojsk v Malajsku a Thajsku. Výsadkovou operaci řídil viceadmirál Ózawa, velitel jižního expedičního loďstva. Dopravní lodě s vojáky doprovázela 3. eskadra torpédoborců pod velením kontradmirála Hašimota, skládající se z křižníku Sendai a 15 torpédoborců.
Na plážích u Singory se vylodila japonská 5. divize. Jejich vylodění bylo ztíženo neklidným mořem. Po půlnoci se japonské jednotky začaly vyloďovat. Siamští vojáci sice vzdorovali, ale japonské jednotky je brzy umlčely. Japonci měli během vylodění 20 mrtvých a asi 20 zraněných.
U Pattani, asi 100 km od Singory, se vylodil 4. pluk 5. divize. Jejich úkol byl obsadit silnici vedoucí z Pattani k hornímu toku řeky Perak a odtud až k Malajsku. Zde narazili Japonci na menší odpor siamských jednotek, ale Japonci ho záhy zlomili. Po dobytí letiště u Pattani japonští technici připravili letiště pro japonské využití.
Ke Kota Bharu, ležící na severu Malajska poblíž hranic s Thajskem, mířily tři transportní lodě a s nimi plul křižník Sendai a 4 torpédoborce, které začaly bombardovat britské pozice. V transportních lodích bylo připraveno na 5000 japonských vojáků k vylodění a dobytí letiště. Šlo o 56. pěší pluk, baterie horských děl, baterie rychlopalných děl, ženijní roty, spojovací a zdravotní čety patřící k 18. divizi. Proti těmto jednotkám stála 8. brigáda 9. indické divize. Letiště bylo dobře zásobené a opevněné.
Vyloďující se Japonce přivítala palba indických vojáků. Proti japonským transportním lodím vzlétlo několik australských bombardérů typu Hudson, které zasáhly dvě japonské lodě. Hudsony nevydržely příliš dlouho. Sice vyřadily dvě lodě, ale při souboji s japonskými stíhači neuspěly a byly zničeny. Dále byla některá letadla zničena přímo na zemi palbou torpédoborců.
Boj s indickými jednotkami trval několik hodin. Japoncům se však podařilo, většinou sebevražednými útoky, zlikvidovat bunkry a kulometná hnízda a potom úderem pěchoty s podporou dělostřelectva a minomety prorazit indickou obranu.
Brity zachvátil zmatek a nervozita. Brooke-Popham dal rozkaz zahájit operaci Matador. Plán byl však pozměněn. Severní skupina místo proniknutí k Singoře dostala za úkol zablokovat silnici ze Siamu u důležitého železničního uzlu Hoad-yai. Tím měl být získán čas pro zničení železnice do provincie Perlis a silnice do Jitry a také ke zničení všech mostů. Druhá skupina měla hájit silnici Kroh-Pattani.
Elitní císařská divize mezitím 8. prosince zahájila postup z Indočíny do Siamu (nebo Thajska, jak chcete) a postupovala na Bangkok. Do cesty se jim však postavili Siamci a došlo k bojům. Boje byly nakonec brzy ukončeny. Smlouva mezi Pibulem a japonským velvyslancem Cubogamim byla podepsána 11. prosince a Siam tím vstoupil do Paktu tří.
Japonci měli během vylodění asi 350 mrtvých a asi 700 raněných a byly potopeny dvě dopravní lodě. Ale úkoly byly splněny, předmostí byla uhájena. Spojenecké letectvo na severu poloostrova přestalo existovat a Japonci získali nadvládu ve vzduchu. Takže mohl být zahájen postup na jih Malajského poloostrova až k Singapuru.

## Potopení svazu Z
Svaz Z pod velením admirála Phillipse doplul na začátku prosince do Singapuru. O jeho přítomnosti se Japonci dozvěděli a proto pochopili, že jej musí zničit dříve, než bude moci napadnout invazní síly. Dne 8. prosince svaz vyplul, aby napadl japonské jednotky vyloďující se u Singory. Následujícího dne byl ale svaz zpozorován Japonci a během noci na 10. prosince se Phillips rozhodl k návratu do Singapuru. Následujícího dne byl ale v 11:13 svaz napaden první ze tří vln bombardérů. Repulse byl zasažen nejprve bombou do hangáru a pak 4 torpédy a ve 12:23 se potopil i s 513 námořníky na palubě. Prince of Wales byl zasažen bombou a 6 torpédy a potopil se ve 13:18 i s viceadmirálem Phillipsem a dalšími 326 námořníky na palubě. Zbylé námořníky zachránily torpédoborce. Japonci při náletu ztratili pouze 1 bombardér G3M2 a 2 bombardéry G4M1.

## Postup na jih Malajsie
Po zajištění předmostí a obsazení Bangkoku v Siamu se začali Japonci připravovat na úder dál na jih. Japonská taktika spočívala v obchvatu a obklíčení obranné linie. Díky tomu dokázali Japonci porazit daleko silnějšího protivníka. Ze Singory zamířil průzkumný prapor pod velením plukovníka Saekiho na jih k malajské hranici, překročil řeku Perak a spojil se s invazními jednotkami a spolu s brigádou generálmajora Kawamury měly zničit britskou obrannou linii u Jitry. Po boku Saekiho šel také plukovník Cudži, náčelník štábu 25. armády a hlavní plánovač malajského tažení.
Linii u Jitry bránila indická 11. divize pod velením brigádního generála Murraye-Lyona.
Obrana však nevypadala příliš uspokojivě. Zákopy a bunkry byly zaplaveny vodou, miny ležely na hromadách a nikde žádná telefonní síť. To kvůli monzunovým dešťům. Indové tedy měli plné ruce práce.
Japonský předvoj mířil dále bez vážnějších potíží. 10. prosince dobyli Japonci Changlun, Asun a prolomili obranu pandžábských střelců. Prapor v čele se Saekim a Cudžim mířil až k obranné linii u Jitry. Prapor měl sílu 500 mužů a 30 lehkých tanků. Panžábové byli zahnáni tanky. Dále Japonci narazili na obrannou linii Gurkhů. Jejich pozice japonské jednotky obešly džunglí a zaútočili z týlu. Po tvrdém boji Japonci zvítězili. Stejně dopadaly další obranné linie, na které Japonci narazili.
Japonský postup byl bleskový. 11. prosince jednotky 25. armády obsadily hlavní město Malajska Kuala Lumpur a jednotky 5. divize dokázaly prorazit zhruba uprostřed obrannou linii u Jitry a pozici drželi až do dalšího dne, kdy dorazily japonské posily o síle asi 10 000 mužů a zatlačili spojenecké vojáky na ústup.
Britové se snažili Japonce zpomalit ničením mostů, ale Japonci (hlavně plukovník Cudži) vymysleli taktiku průzkumného praporu, která spočívala v tom, že ženisté, které kryla pěchota, opravovali most vyhozený do povětří, zatímco dělostřelectvo bombardovalo nepřátelské dělostřelecké pozice. Po dokončení opravy mostu udeřila pěchota a tanky a bleskově museli obsadit další most dříve, než bude též vyhozen do povětří.
Britové se kvůli vynikajícím japonským schopnostem museli stahovat pořád dál na jih. Japonci se zmocňovali nákladních aut, obrněných vozidel, děl, munice a potravin, které Britové zanechávali na svých pozicích. Britové ustoupili od letiště Alor Star a přenechali zde střelivo, palivo a vozidla a letiště bylo brzy ovládnuto Japonci. Britové ustoupili až do obranné linie u Gurunu. Tahle obranná linie skončila stejně jako linie u Jitry. Japonci obchvaty džunglí nutili britsko-indické jednotky k ústupu. 17. prosince Japonci obsadili přístav Penang na západním pobřeží Malajska a tím získali leteckou kontrolu nad Malackým průlivem, kudy proudily posily do Singapuru. Po tomto japonském vítězství se spojenecké posily do Singapuru dostávaly jedině Sundským průlivem mezi Sumatrou a Jávou, ostrovy Nizozemské Východní Indie.
18. prosince se Britové stáhli za řeku Krian a začali evakuovat vojska z ostrova Penang. Ovšem japonské letectvo neustále dokazovalo svojí existenci a nedopřávalo britským a indickým vojákům klid.
Na konci prosince se vrchním velitelem sil na Dálném východě stal Sir Archibald Wavell. Spolu s Percivalem vymýšleli, co dál s Japonci. Poznali, že spojenecká vojska jsou ve špatném stavu. Do Singapuru proto dorazily posily, například 50 stíhaček typu Hurrican, ovšem Percival měl k dispozici jen 24 pilotů, kteří však nikdy nelétali v malajských podmínkách. Dále dorazila 18. britská divize.
Japonci 1. ledna porazili 22. indickou brigádu 9. divize u Kuantanu a zmocnili se města a letiště. Odtud už Japonci byli 250 km od Singapuru. Potom dále postupovali dvěma proudy po východním a západním pobřeží poloostrova.
Japonci 2. ledna obsadili pobřežní město Endau, odkud ohrožovali britské pozice u Mersingu, kde byla poslední britská obranná linie v Malajsku. V Endau se však Japonci zastavili, neboť na dobytí Mersingu neměli dostatek sil. Navíc 15. ledna britské letectvo napadlo japonský konvoj a způsobilo těžké ztráty. Až 26. ledna k Japoncům v Endau plul konvoj s posilami. Britové se o tom konvoji dozvěděli a rozhodli se, že mu zabrání v posílení Japonců. Pokud by Japonci dobyli poslední obrannou linii, už by jim nic nebránilo v dobytí samotného Singapuru. Proto byla vyslána letadla ze Singapuru a ze Sumatry. Letadla však byla zahnána na útěk.
Britové se ještě pokusili nasadit válečné lodě. Byly vyslány dva staré torpédoborce, Thanet a Vampire. Ty však byly odraženy japonským křižníkem Sendai a 5 torpédoborci. Japonci pak v klidu postupovali dál až k Johorské úžině.
V lednu se k boji dostali konečně Australané, kteří do té doby cvičili a připravovali se na střetnutí s Japonci. Australané dostali za úkol zaujmout obranu u řeky Muar, aby kryli ústup britských jednotek. Australští vojáci se dobře uplatnili při boji u Sungei Muar. Australané užívali podobné taktiky jako Japonci, z džungle útočili na hlavní japonské síly, což způsobovalo Japoncům těžké ztráty.
Během tažení Malajskem došlo k hádce mezi Jamašitou a Tsujim o dalším postupu. Tsuji prosazoval útok v plné síle po silnici směrem k Johorské úžině. Jamašita však dále chtěl postupovat stejným způsobem a to obchvaty džunglí. Tsuji nabídl rezignaci, ale byl odmítnut. Tsuji pak Jamašitu v Tokiu očernil, což způsobilo nepřízeň ze strany japonského císaře Hirohita, který po Singapuru poslal Jamašitu do Mandžuska.
I přes rychlý postup japonských jednotek nedal generál Percival postavit obrannou linii na severu ostrova. Generálporučík Percival se však bránil tvrzením, že stavba obranných zařízení by mohla mít neblahý vliv na morálku civilního obyvatelstva v Singapuru. I generál Wavell si ztěžoval a informoval o tom W. Churchilla. Ten vydal nařízení, aby byla zajištěna obrana severní části ostrova. Percival ale neustoupil od svého tvrzení, že by to mělo špatný vliv na civilní obyvatelstvo.
31. ledna Japonci konečně dorazili na břeh Johorské úžiny, oddělující nejjižnější výběžek poloostrova od ostrova Singapur. Prvního února 1942 se stáhly úplně poslední spojenecké jednotky z Malajska na Singapur. V 8.00 téhož dne ráno Britové zničili masivní hráz, která spojovala ostrov Singapur s Malajským poloostrovem. To ovšem Japonce nezastavilo.
Malajsie byla dobyta, a tak mohli Jamašitovi vojáci udeřit na Singapur.